# Quận Holt, Missouri
Quận Holt là một quận thuộc tiểu bang Missouri, Hoa Kỳ. Theo điều tra dân số năm 2000 của Cục điều tra dân số Hoa Kỳ, quận có dân số 5351 người 2. Quận lỵ đóng ở Oregon 6

## Địa lý
Theo Cục điều tra dân số Hoa Kỳ, quận có tổng diện tích 469 dặm vuông Anh (1.214,7 km2), trong đó có 7 dặm vuông Anh (18,1 km2) là diện tích mặt nước.

### Xa lộ
- Interstate 29
- U.S. Route 59
- U.S. Route 159
- Route 111
- Route 113
- Route 118

### Quận giáp ranh
- Quận Atchison  (bắc)
- Quận Nodaway  (đông bắc)
- Quận Andrew  (đông nam)
- Quận Doniphan, Kansas  (nam)
- Quận Brown, Kansas  (tây nam)
- Quận Richardson, Nebraska  (tây)
- Quận Nemaha, Nebraska  (tây bắc)